# バイヨンヌ憲法

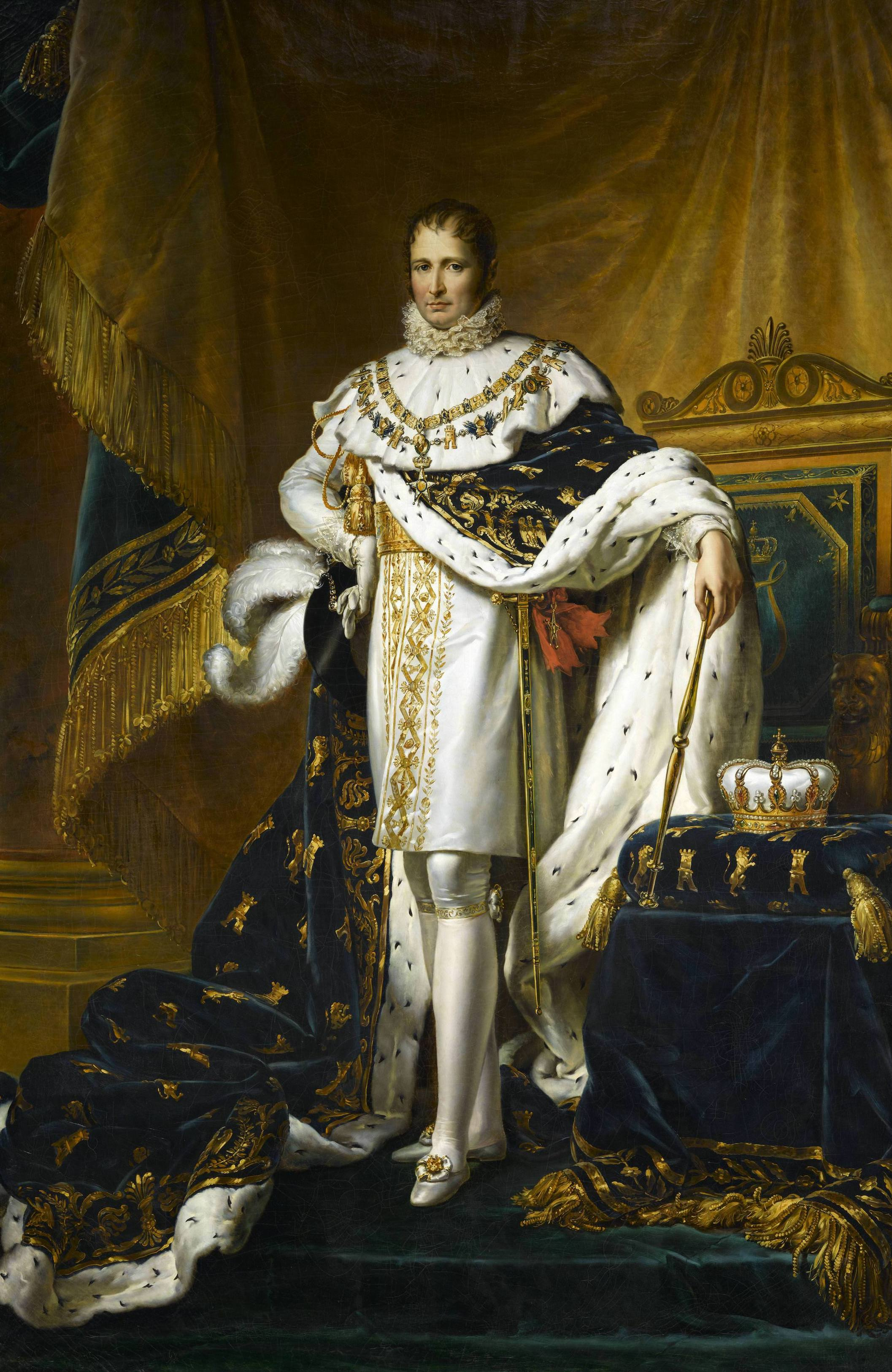
ジョゼフ・ボナパルト（ホセ1世）

バイヨンヌ憲法（バイヨンヌけんぽう、スペイン語: Constitución de Bayona）は、1808年7月6日、フランス南部の都市バイヨンヌでジョゼフ・ボナパルトによって承認された憲法であり、彼のスペイン王としての統治の基盤とすることが意図されていた。
この憲法は、全体としてはボナパルティズム的な構想でありながら、スペイン文化に配慮した若干の譲歩も含まれていた。しかし、その多くの条文は実施されることはなかった。スペイン国王ホセ1世としての統治期間は、そのほとんどが半島戦争（1808年-1814年）に費やされ、実質的な統治は困難を極めた。

## 背景
1808年、それまでスペイン旧体制（Antiguo Régimen）とフランス第一帝政の間で不安定な同盟関係が続いていたが、3月17日のアランフエス暴動により、国王の寵臣マヌエル・デ・ゴドイ（平和公）が失脚し、3月19日にカルロス4世が退位した。これにより、息子のフェルナンド7世が王位を継いだものの、ナポレオンはスペイン王室を自らの一族に据えることを決定し、兄のジョゼフ・ボナパルトをスペイン王に指名した。そして、その子孫が男女を問わず王位を継承できると定めた。
1808年5月5日、カルロス4世はスペイン王位をナポレオンに譲ることを宣言した。同じ日、フェルナンド7世は父の退位を知らないまま父に王位を返上し、その結果、王位はナポレオンの手に渡った。これにより、スペイン・ブルボン家の王族（スペイン王子アントニオ・パスクアルなど）は、フランスのヴァランセ城で強制的ながらも快適な亡命生活を送ることとなった。
ナポレオンは、法的な継続性を形式的にでも保つため、ジョアシャン・ミュラ元帥（ベルク大公）に命じ、バイヨンヌにスペインの有力者30名を集めて憲章の草案を作成・承認させるよう指示した。しかし、5月2日のマドリード蜂起やスペイン各地での反乱の影響もあり、招集された有力者の3分の1ほどしか出席しなかった。6月4日、ナポレオンはジョゼフをスペイン王に正式に指名し、7月25日にマドリードで王として宣言された。一方、バイヨンヌでは6月15日から憲法の制定が進められ、ナポレオンが提供した草案をもとに議論され、7月8日に公布された。

## 内容

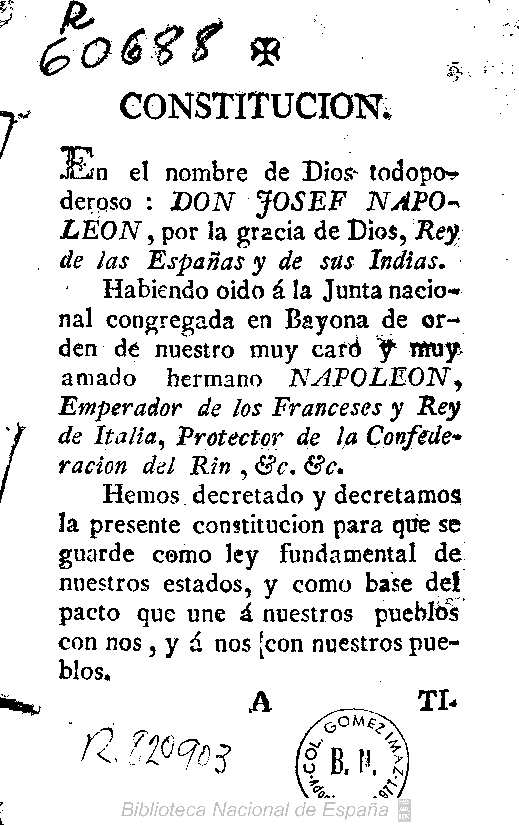
バイヨンヌ憲法

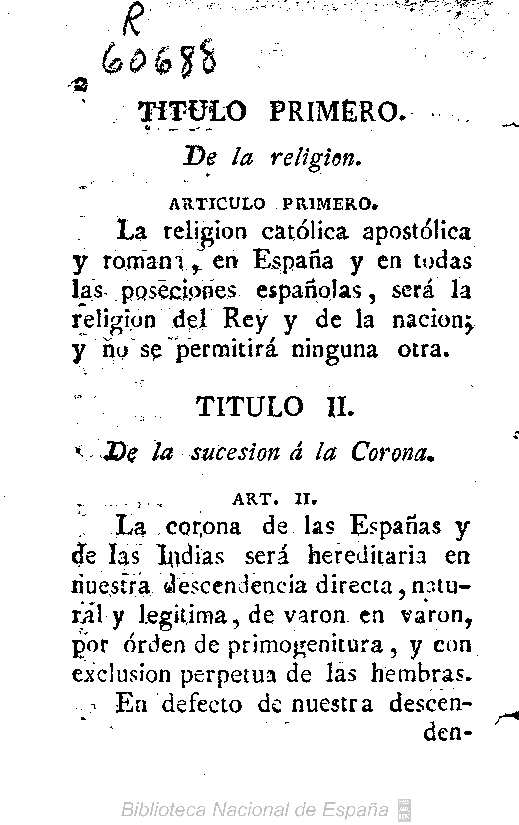
バイヨンヌ憲法 p. 2

バイヨンヌ憲法は王権に名目的な制限を多く設けたが、実質的な制約はほとんどなかった。立法府は三院制とされ、閣僚は9名（直近のブルボン政権では5,6名）とされた。また、司法の独立が認められ、いくつかの個人の自由も保障されたが、信教の自由は含まれなかった。この憲法は基本的にボナパルティストの思想に基づいていたが、起草に関わった少数のスペインの名士の影響も見られる。その結果、カトリックが国教として維持され、他の宗教はすべて禁止された。また、スペインの伝統に則り、「全能の神の名において」という言葉とともに公布された。
結局のところ、バイヨンヌ憲法の条文の大半は実施されなかった。スペインのボナパルティスト政権の全期間にわたり、憲法はフランス軍当局によって事実上停止されていた。実際の政策決定はジョゼフ王ではなく、ナポレオンとその将軍たちによって行われた。それにもかかわらず、フランス支配下のスペインでは一定の自由主義的改革が試みられた。しかし、その多くはバイヨンヌ憲法を無視して実施され、最終的にブルボン朝の王政復古（1814年）によりすべて無効化された。
ボナパルティスト政権下で実施された主な改革には以下がある。
- 封建制度の廃止
- 異端審問所（宗教裁判所）の廃止
- カスティーリャ枢密院の解体
- 修道院や軍事修道会の多数閉鎖
- 世襲荘園（マヨラズゴ）の新設禁止
- フランス式の行政区（県）を導入
- 国内関税および国営独占事業の廃止
- メスタ（牧羊業者の強力な組合）の解体
- サンティアゴ税（Voto de Santiago）の廃止
- 国営工場の民営化
- ナポレオン法典の導入開始

しかし、これらの改革はスペイン国民の支持をほとんど得られず、ボナパルティスト政権の崩壊とともに消滅した。

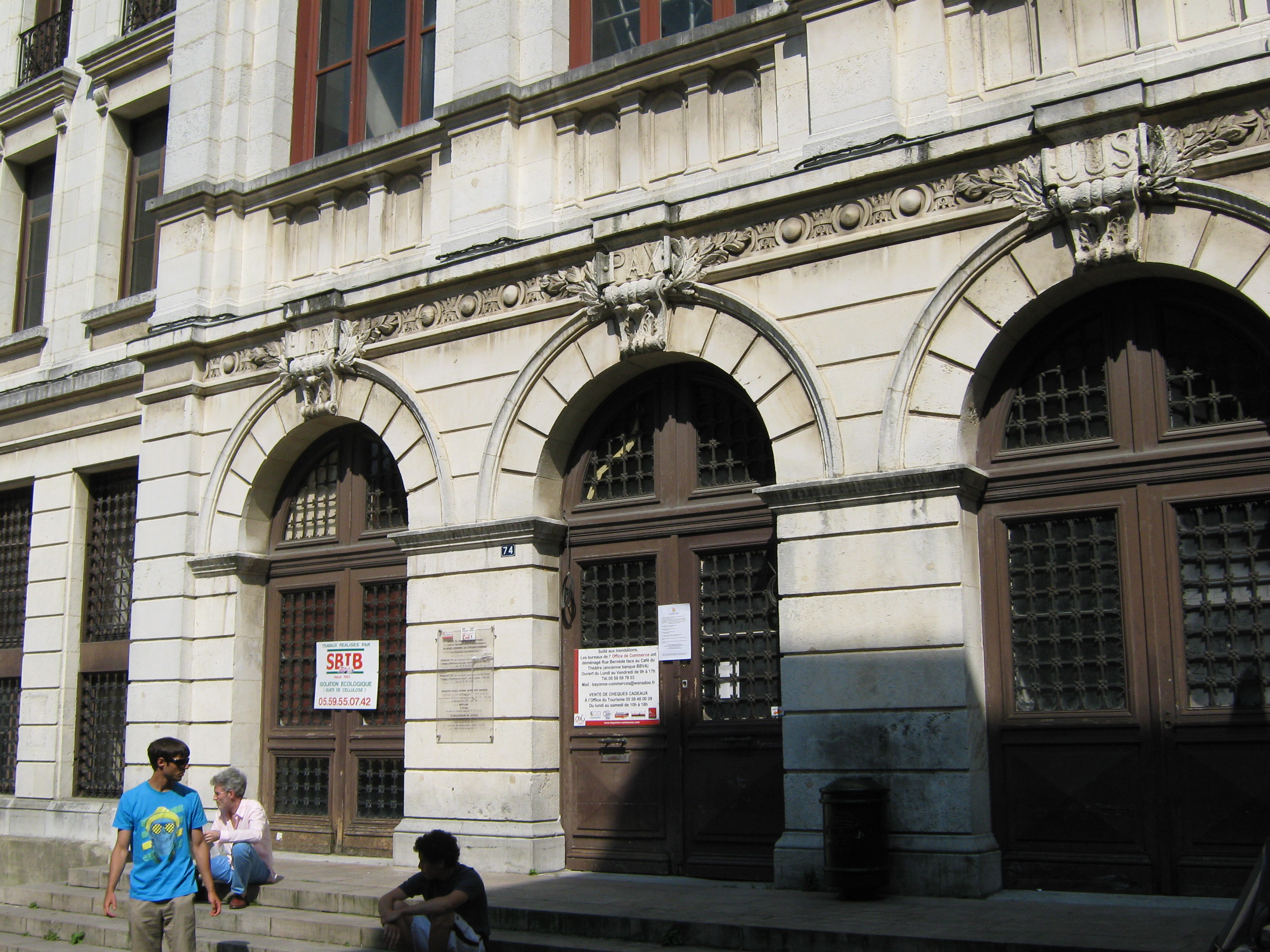
バイヨンヌのパレ・ド・ジュスティス